# Bronisław Opacki
Bronisław Opacki (ur. 9 maja 1929 w Pińsku, zm. 27 maja 2025 w Anglii) – polski inżynier elektronik i elektryk.

## Życiorys
Jego ojciec, jako oficer rezerwy, w 1939 został powołany do służby czynnej i walczył na Polesiu z Rosjanami, później z Niemcami u generała Franciszka Kleeberga.
Ukończył Gimnazjum Matematyczno-Przyrodnicze i Liceum Męskie Władysława Giżyckiego w Warszawie. W czasie wojny należał do Szarych Szeregów, ps. „Prus”. Walczył w powstaniu warszawskim jako łącznik w Harcerskiej Poczcie Polowej. Ukończył Politechnikę Łódzką (1952) i Politechnikę Warszawską (1966).
W latach 1956–1972 był doradcą, następnie przedstawicielem Polski w CIGRÉ. W latach 1961–1966 był ekspertem Międzynarodowego Komitetu do spraw Zakłóceń Radioelektrycznych (CISPR). W latach 1972–1977 był głównym specjalistą telekomunikacji w zarządzie Kolei Wschodnio-Afrykańskich oraz Kolei Kenijskich w Nairobi. W latach 1978–1979 był specjalistą w Państwowej Dyspozycji Mocy w Warszawie. Od 1979 był zastępcą sekretarza generalnego Międzynarodowej Unii Producentów i Dystrybutorów Energii Elektrycznej (UNIPEDE).
Od 1949 był członkiem Stowarzyszenia Elektryków Polskich.
Publikował artykuły m.in. w „Przeglądzie Elektrotechnicznym” i „Energetyce”.

## Ordery i odznaczenia
- Złoty i Srebrny Krzyż Zasługi[4]
- Medal Zwycięstwa i Wolności 1945[4]
- Odznaka „Zasłużony Pracownik Łączności”[4]